# Josep Deàs i Villar
Josep Deàs i Villar (Sant Pol de Mar, 26 d'agost de 1837 - 31 d'agost de 1921) fou un eclesiàstic, segon abat de Montserrat després de la reobertura del 1845, des de 1885 fins a 1913. El 1880 va ser admès al Monestir de Montserrat i rebé l'habit de monjo benedictí. El 1883 l'abat Miquel Muntadas i Romaní el va nomenar «majordom», funció encarregada de l'administració del monestir. El 15 d'abril de 1885 fou elegit abat, després de la mort de Muntades el 8 de març. El 12 de setembre del 1895 va anar a Manila, Filipines, per a l'establiment d'una missió benedictina i casa central a Manila. Per motius de salut va retornar a Montserrat el 18 de març de 1897.